# Automolis congonis
Automolis congonis är en fjärilsart som beskrevs av Embrik Strand 1917. Automolis congonis ingår i släktet Automolis och familjen björnspinnare. Inga underarter finns listade i Catalogue of Life.